# Mezenskaja Pižma
La Mezenskaja Pižma è un fiume della Russia europea nordoccidentale (Repubblica dei Komi e Oblast' di Arcangelo), affluente di destra del Mezen'.
Il fiume inizia sull'altopiano Četlasskij Kamen', uno sperone della cresta dei Timani sul territorio della Repubblica dei Komi. La sorgente si trova nei pressi del lago Jamozero, da cui ha origine uno dei rami sorgentiferi della Pižma (affluente della Pečora). Dopo un brevissimo corso entra nel territorio di Arcangelo scorrendo prima a ovest, poi a sud-ovest in una zona quasi disabitata; le sponde sono ricoperte da foresta paludosa, la velocità della corrente è bassa. Sfocia nel Mezen' a 390 km dalla foce, presso l'abitato di Rodoma. Ha una lunghezza di 236 km, il suo bacino è di 3 830 km².